# Slowenische Eishockeyliga 2010/11
Die Saison 2010/11 der slowenischen Eishockeyliga fand im Anschluss an die zweite Austragung des internationalen Eishockey-Bewerbes der Slohokej Liga statt und wurde daher in einer verkürzten Form ausgetragen. Titelverteidiger und neuer Meister war der HK Jesenice, der damit den 32. Meistertitel seiner Vereinsgeschichte gewann.

## Teilnehmerfeld und Modus
Nach Beendigung der Slohokej Liga begann am 18. März 2011 die Austragung der slowenischen Eishockeyliga. Ein Teil der slowenischen Teilnehmer an der Slohokej Liga und die beiden Clubs HK Jesenice und HDD Olimpija Ljubljana, die zuvor in der österreichischen Eishockeyliga gespielt hatten, wurden in zwei Gruppen aufgeteilt und spielten eine einfache Hin- und Rückrunde gegeneinander. Anschließend trafen jeweils die beiden Gruppensieger und -zweiten aufeinander, um den slowenischen Meister bzw. den dritten Rang zu ermitteln.

## Grunddurchgang
Erwartungsgemäß wurde der Grunddurchgang durch die beiden EBEL-Clubs dominiert, die beide kein Spiel verloren und sich klar durchsetzten. Die Platzierungen der übrigen vier Clubs spiegelten in etwa deren Abschneiden in der Slohokej Liga wider.

### Tabellen
| Gruppe A | Gruppe A               | Gruppe A | Gruppe A | Gruppe A | Gruppe A | Gruppe A | Gruppe A | Gruppe A | Gruppe A |
| Rang     | Team                   | Spiele   | S        | N        | SNV      | NNV      | Tore     | TVH      | Punkte   |
| -------- | ---------------------- | -------- | -------- | -------- | -------- | -------- | -------- | -------- | -------- |
| 1        | HDD Olimpija Ljubljana | 4        | 4        | 0        | 0        | 0        | 36:4     | +32      | 12       |
| 2        | HK Triglav             | 4        | 1        | 2        | 0        | 1        | 6:19     | −13      | 4        |
| 3        | HK Slavija Ljubljana   | 4        | 0        | 3        | 1        | 0        | 6:25     | −19      | 2        |

| Gruppe B | Gruppe B    | Gruppe B | Gruppe B | Gruppe B | Gruppe B | Gruppe B | Gruppe B | Gruppe B | Gruppe B |
| Rang     | Team        | Spiele   | S        | N        | SNV      | NNV      | Tore     | TVH      | Punkte   |
| -------- | ----------- | -------- | -------- | -------- | -------- | -------- | -------- | -------- | -------- |
| 1        | HK Jesenice | 4        | 4        | 0        | 0        | 0        | 33:4     | +29      | 12       |
| 2        | HK Olimpija | 4        | 2        | 2        | 0        | 0        | 23:12    | +11      | 6        |
| 3        | HDD Bled    | 4        | 0        | 4        | 0        | 0        | 4:44     | −40      | 0        |

## Playoffs
Der HK Jesenice musste die ersten beiden Spiele der Finalserie vor leeren Rängen absolvieren, da mehrere Genehmigungen fehlten, die erst verspätet eingeholt werden konnten.

### Finale
| Serie                                | Endstand | Spiel 1 | Spiel 2 | Spiel 3 | Spiel 4 |
| ------------------------------------ | -------- | ------- | ------- | ------- | ------- |
| HDD Olimpija Ljubljana – HK Jesenice | 0:4      | 2:3     | 1:2     | 2:4     | 2:4     |

### Spiel um Platz 3
| Serie                    | Endstand | Spiel 1 | Spiel 2 | Spiel 3 | Spiel 4 |
| ------------------------ | -------- | ------- | ------- | ------- | ------- |
| HK Olimpija – HK Triglav | 0:0      | 3:5     | 6:2     | 6:1     |         |

## Statistiken
| Topscorer | Topscorer       | Topscorer     | Topscorer | Topscorer | Topscorer | Topscorer | Topscorer | Topscorer | Topscorer |
| Rang      | Spieler         | Team          | GP        | G         | A         | PTS       | PPG       | SHG       | PIM       |
| --------- | --------------- | ------------- | --------- | --------- | --------- | --------- | --------- | --------- | --------- |
| 1         | Ken Ograjenšek  | HK Olimpija   | 7         | 5         | 11        | 16        | 4         | 0         | 14        |
| 2         | Marc Cavosie    | HK Jesenice   | 8         | 7         | 8         | 15        | 2         | 0         | 6         |
| 3         | Rok Tičar       | HK Jesenice   | 8         | 8         | 6         | 14        | 1         | 1         | 12        |
| 4         | Robert Sabolič  | HK Jesenice   | 8         | 6         | 7         | 13        | 2         | 0         | 4         |
| 5         | John Hughes     | HDD Ljubljana | 7         | 0         | 12        | 12        | 0         | 0         | 36        |
| 6         | Erik Pance      | HDD Ljubljana | 8         | 9         | 2         | 11        | 2         | 0         | 4         |
| 7         | Matt Higgins    | HDD Ljubljana | 5         | 6         | 5         | 11        | 1         | 0         | 4         |
| 8         | Klemen Sodržnik | HK Olimpija   | 7         | 4         | 5         | 9         | 1         | 0         | 12        |
| 9         | Matej Hočevar   | HDD Ljubljana | 8         | 3         | 6         | 9         | 0         | 1         | 8         |
| 10        | Luka Bašič      | HK Olimpija   | 7         | 1         | 8         | 9         | 1         | 0         | 4         |

| Torhüter | Torhüter        | Torhüter      | Torhüter | Torhüter | Torhüter | Torhüter | Torhüter | Torhüter | Torhüter | Torhüter | Torhüter | Torhüter |
| Rang     | Spieler         | Team          | GP       | MIP      | GA       | GAA      | SOG      | SVS      | SVS%     | PIM      | PPGA     | SHGA     |
| -------- | --------------- | ------------- | -------- | -------- | -------- | -------- | -------- | -------- | -------- | -------- | -------- | -------- |
| 1        | Matic Boh       | HDD Ljubljana | 2        | 40:06    | 0        | 0,00     | 5        | 5        | 100,00   | 0        | 0        | 0        |
| 2        | Mitch O’Keefe   | HK Jesenice   | 1        | 20:00    | 0        | 0,00     | 7        | 7        | 100,00   | 0        | 0        | 0        |
| 3        | Urban Šurk      | HK Slavija    | 1        | 7:06     | 0        | 0,00     | 5        | 5        | 100,00   | 0        | 0        | 0        |
| 4        | Matic Marinšek  | HK Olimpija   | 4        | 173:25   | 3        | 1,04     | 87       | 84       | 96,55    | 27       | 0        | 0        |
| 5        | Michal Fikrt    | HK Jesenice   | 8        | 460:33   | 11       | 1,43     | 236      | 225      | 95,34    | 0        | 3        | 1        |
| 6        | Matija Pintarič | HDD Ljubljana | 4        | 188:52   | 8        | 2,54     | 129      | 121      | 93,80    | 0        | 2        | 1        |
| 7        | Jan Chábera     | HDD Ljubljana | 6        | 249:13   | 8        | 1,93     | 108      | 100      | 92,59    | 0        | 1        | 1        |
| 8        | Jernej Čerin    | HK Olimpija   | 6        | 245:41   | 16       | 3,91     | 171      | 155      | 90,64    | 0        | 6        | 0        |
| 9        | Anže Ulčar      | HK Triglav    | 7        | 393:22   | 26       | 3,97     | 245      | 219      | 89,39    | 25       | 4        | 1        |
| 10       | Primož Pukšič   | HDD Bled      | 4        | 114:19   | 14       | 7,35     | 107      | 93       | 86,92    | 0        | 7        | 0        |
| 11       | Mitja Kaimel    | HDD Bled      | 4        | 125:40   | 30       | 14,32    | 132      | 102      | 77,27    | 0        | 7        | 0        |
| 12       | Rok Kroželj     | HK Slavija    | 4        | 236:36   | 25       | 6,34     | 102      | 77       | 75,49    | 0        | 9        | 0        |
| 13       | Rok Stojanovič  | HK Triglav    | 2        | 29:39    | 7        | 14,17    | 23       | 16       | 69,57    | 0        | 0        | 2        |

## Kader des slowenischen Meisters
| Slowenischer Meister HK Jesenice | Torhüter: Michal Fikrt, Mitch O’Keefe, Jaakko Suomalainen Verteidiger: Jason Beckett, Matevž Erman, Aleksander Magovac, Doug Nolan, Mitja Robar, Gašper Sušanj, Eric Werner Angreifer: Mickel Bayrack, Miha Brus, Marc Cavosie, Jure Dolinšek, Tomo Hafner, Žiga Jeglič, Anže Kuralt, Marjan Manfreda, Klemen Pretnar, Robert Sabolič, Rok Tičar, Andrej Židan Cheftrainer: |